# Gestructureerde analyse
Gestructureerde analyse (Structured Analysis) is een analysemethodologie uit de informatica en informatiekunde. Het analyseert systeemeisen en stelt de analist in staat hieruit een systeemontwerp te maken.

## Historie
De analyse is ontworpen door Tom DeMarco en groot geworden door de werken van Edward Yourdon.
In de jaren tachtig en begin jaren negentig was de methodologie behoorlijk populair. Het werd echter verdrongen door de opkomst van de object-oriëntatie en de Unified Modeling Language (UML).

## Elementen
Bekende elementen van de Gestructureerde Analyse zijn:
- Data Flow Diagrams;
- Entity-Relationship Diagrams; en
- State-Transition Diagrams.

## Standaardwerken
- Structured Analysis and System Specification, Tom DeMarco, Prentice Hall (1978)
- Modern structured analysis, Edward Yourdon, Yourdon Press (1989)